# Tricimba seychellensis
Tricimba seychellensis är en tvåvingeart som beskrevs av Curtis W. Sabrosky 1938. Tricimba seychellensis ingår i släktet Tricimba och familjen fritflugor.
Artens utbredningsområde är Seychellerna. Inga underarter finns listade i Catalogue of Life.